# Jackass
Jackass è stato un programma televisivo statunitense, originariamente trasmesso da MTV dal 2000 al 2002. In Italia è andato in onda dal 2001 al 2003 sul canale italiano di MTV. In ciascuna puntata, della durata di mezz'ora, un gruppo di persone si confrontava con una serie di stunt, pericolosi e/o ridicoli. Lo show divenne una rampa di lancio per la carriera televisiva di Johnny Knoxville e di Bam Margera. Dal 2002, tre film furono prodotti e pubblicati da MTV in collaborazione con Paramount Pictures, continuando la serie dopo le tre stagioni televisive. Fu uno degli show di MTV più popolari di sempre e ispirò vari spin-off come Viva La Bam, Wildboyz, Homewrecker, Dr. Steve-O, The Dudesons e Blastazoid.
Nel 2008, Entertainment Weekly nominò Jackass come 68º migliore show degli ultimi 25 anni.
In lingua inglese il termine "jackass" designa il maschio dell'asino, ma può anche essere usato in senso denigratorio, come i termini "asino" e "somaro" in lingua italiana.

## Storia
Lo show nacque dalla rivista di skateboard Big Brother, per la quale lavoravano Jeff Tremaine, Dave Carnie, Rick Kosick e Chris Pontius, aiutati anche da Johnny Knoxville e da Dave England. La genesi di Jackass risale al 1999 quando Johnny Knoxville, aspirante attore e neo scrittore, ebbe l'idea di testare su se stesso diversi articoli di autodifesa, tra cui spray al peperoncino e scosse elettriche, come base per un suo articolo. Propose l'idea a un paio di magazine ma fu respinta, finché non incontrò Jeff Tremaine del Big Brother Magazine. Jeff lo ingaggiò come giornalista e convinse Johnny a filmare quest'idea e a inventare altre imprese.
Il filmato, che mostrava Knoxville colpito da scariche elettriche e spray al peperoncino, apparve nel secondo film dedicato allo skateboarding prodotto da Big Brother.
Johnny Knoxville divenne ben presto un fenomeno. La rivista decise di far partire immediatamente un tour. Da questo show nell'ottobre del 2002 nacque un film intitolato Jackass: The Movie, questi stuntman filmarono tutto ciò che gli passò per la testa e che gli venne negato durante la serie televisiva (per motivi di censura). Nel settembre 2006 sono tornati con il seguito del primo film: Jackass Number Two. Il 26 dicembre 2007 fu pubblicato Jackass 2.5, DVD che raccoglie scene girate per il secondo film ma mai viste, oltre a nuovi stunt girati per l'occasione. Nell'inverno 2007 (in Italia a maggio 2008) è stato anche pubblicato il videogioco di Jackass, chiamato Jackass: The Game.

## Cast
Benché i membri del cast siano sempre stati considerati come un'unica troupe, molti filmati sono stati girati da differenti gruppi.
Il gruppo principale era quello di Los Angeles, formato da Johnny Knoxville, Chris Pontius, Steve-O, Preston Lacy e Wee Man, mentre l'altro gruppo era quello di West Chester (PA), che includeva Bam Margera, Brandon DiCamillo, Ryan Dunn e Raab Himself i quali prima di realizzare la serie televisiva Jackass realizzarono molti filmati sullo stesso genere demenziale: CKY. Inoltre Dave England e Ehren McGhehey operavano autonomamente nell'Oregon.

### Cast originale
- Johnny Knoxville
- Bam Margera
- Ryan Dunn (deceduto il 20 giugno 2011, in seguito ad un incidente stradale)
- Steve-O
- Chris Pontius
- Preston Lacy
- Wee Man (Jason Acuña)
- Dave England
- Danger Ehren (Ehren McGhehey)

### Altri membri del cast
- Brandon DiCamillo
- Rake Yohn (Theodore Webb)
- Chris Raab (Raab Himself)
- Phil and April Margera - genitori di Bam e, molto spesso, vittime degli stunt
- Jess Margera - fratello maggiore di Bam e batterista del gruppo musicale CKY
- Vincent "Don Vito" Margera - zio di Bam
- Manny Puig - domatore di animali
- Mike Kassak
- J2 (Jason Raumus)
- Stephanie Hodge - unica donna del cast, lasciò Jackass dopo essersi seriamente infortunata alla schiena durante uno stunt
- Loomis Fall - batterista del gruppo musicale Scream for me di cui fa parte anche Chris Pontius

### Crew
- Jeff Tremaine - creatore della serie, regista
- Spike Jonze - creatore della serie
- Dimitry Elyashkevich - produttore, cameraman
- Rick Kosick - cameraman principale
- Knate Gwaltney - cameraman
- Greg "Guch" Iguchi - cameraman
- Sean Cliver - produttore
- Lance Bang - cameraman

### Guest star
Alcune celebrità che hanno fatto la loro comparsa durante le tre stagioni di Jackass e i tre film.
- Tony Hawk, famoso skater
- Bloodhound Gang, famoso gruppo statunitense
- Mat Hoffman, famoso ciclista di BMX
- Brad Pitt partecipò alle gag "Abduction" e "Night Monkey 2" nella terza stagione dello show
- Shaquille O'Neal partecipò a una gag durante le riprese di un video musicale
- Fatlip si lanciò giù da una scala mobile.
- Daron Miller, voce e chitarra dei CKY, appare nell'episodio "Heavy Metal Alarm Clock" insieme a Jess Margera.
- Ruby Wax e Maximillion Cooper
- Puff Daddy partecipò all'intro del programma: "Hi, I'm Johnny Knoxville, welcome to Jackass"
- Quinton Jackson
- Ville Valo, cantante degli HIM, in Jackass Number Two
- Kobe Bryant, famoso cestista, ha partecipato ad uno spot con i protagonisti dello show.
- Britney Spears partecipò alla gag "poo cocktail supreme", che poi però venne eliminata dal film Jackass 3D.
- Seann William Scott partecipò a una gag nel film Jackass 3D

## Controversie
Fin dal suo primo episodio, Jackass sottolineava con speciali avvertenze quanto pericolosi fossero gli stunt eseguiti e di non imitarli a casa.
MTV si rifiutava inoltre di mettere in onda qualsiasi imitazione dello show. Questi avvisi non apparivano soltanto a inizio e fine programma, ma anche durante alcuni stunt, tra i più pericolosi.
Nonostante ciò, lo show fu contestato per un gran numero di morti e feriti, bambini compresi, a causa di imitazioni degli stunt. Nell'autunno 2000, il senatore del Connecticut Joseph Lieberman, iniziò una campagna per convincere MTV a non trasmettere più lo show. MTV rispose cancellando Jackass dalla programmazione prima delle 22, ma la continua pressione da parte della campagna di Lieberman costrinse MTV a non trasmettere le repliche degli ultimi episodi della stagione, un gesto che suscitò rabbia da parte del cast e della produzione che accusò MTV di aver ceduto alle richieste di Lieberman.
Jack Ass è il vero nome (cambiato all'anagrafe nel 1997) di un uomo originariamente chiamato Bob Craft che accusò MTV di plagio al suo nome. Chiese 10 milioni di dollari di risarcimento.

## La fine
Nel 2001, in un'intervista per il Rolling Stone Magazine, Johnny Knoxville annunciò che lo show sarebbe terminato dopo la terza stagione per permettere a Jackass un'uscita di scena a testa alta. Inoltre si lamentò ulteriormente di MTV e delle censure che, dall'inizio della seconda stagione, iniziarono a dire ai produttori dello show cosa potevano e cosa non potevano fare. Quando nel 2002 terminò la terza serie, MTV, che detiene i diritti del nome Jackass, pensò di far continuare lo show con altri personaggi, ma poi rinunciò all'idea. A causa di problemi di MTV e dell'improvvisa partenza di Bam Margera e del suo gruppo, il cast di Jackass decise di non creare un episodio finale per concludere la serie.
Terminato lo show, il cast si è diviso per seguire strade differenti, salvo poi riunirsi per i tre lungometraggi dedicati a Jackass:
- Johnny Knoxville ha iniziato, o meglio continuato, la sua carriera da attore, recitando in film come Hazzard e Men in Black II.
- Bam Margera ed il suo gruppo di West Chester hanno iniziato le riprese di Viva La Bam, spin-off di Jackass che vedeva come protagonisti Bam e i suoi genitori.
- Chris Pontius e Steve-O si sono dedicati invece alla realizzazione di un altro spin-off di Jackass, Wildboyz, nel quale si cimentavano in stunt lavorando principalmente con animali. Spesso hanno partecipato allo show anche Johnny Knoxville e Wee Man.
- Ryan Dunn, oltre a partecipare a Viva La Bam, ha creato un suo show personale, Homewrecker.
- Brandon DiCamillo invece ha creato un gruppo musicale insieme a Bam Margera e a Jimmy Pop dei Bloodhound Gang. La band è chiamata The DiCamillo Sisters.

## Film
Dopo la fine dello show, il cast si riunì nel 2002 per girare un lungometraggio dal titolo Jackass: The Movie. Il cast fece ben intendere che il film era un addio ai fan e riuscirono persino ad evitare la censura. Curiosamente, MTV Films contribuì alla distribuzione del film. Girato con un budget minimo di 5 milioni di dollari, ne incassò più di 60 solo negli Stati Uniti, e concluse il primo weekend al primo posto al box office.
Il sequel, Jackass Number Two, è uscito nei cinema americani il 22 settembre 2006. Per sponsorizzare il film, Converse ha lanciato sul mercato mondiale una linea di footwear Chuck Taylor All-Stars in edizione super limitata con il simbolo del cranio con le due stampelle incrociate.
In seguito venne distribuito per il mercato home - video Jackass 2.5 che conteneva footage inedito e scene eliminate del secondo film.
A metà del 2010 iniziarono finalmente le riprese per il nuovo film denominato Jackass 3D, girato appunto in tre dimensioni, uscito il 3 dicembre 2010.
Dopo quest'ultimo titolo venne pubblicato Jackass 3.5 che come per il precedente film conteneva materiale tagliato dal terzo film; in particolare si segnala una scena di uno stunt con bottiglie di Coca Cola e Mentos con la partecipazione di Britney Spears.
Nel 2013 fu lanciato Jackass presenta: Nonno cattivo, il primo film della serie con una trama vera e propria. La storia, che vede protagonista Johnny Knoxville nelle vesti di un anziano nonno, include numerose candid camera.
Nel 2021 viene annunciato un quarto capitolo della saga e viene anche annunciato che il comico Eric Andre farà parte del cast.

### Jackass: The Movie
Jackass: The Movie, diretto da Jeff Tremaine, uscì nei cinema il 25 ottobre 2002, con il sottotitolo "Non provate a farlo a casa". È una continuazione più pericolosa degli stunt e degli scherzi eseguiti dai personaggi nella serie TV di MTV Jackass. Il film fu prodotto da MTV Films e distribuito da Paramount Pictures.

### Jackass Number Two
Jackass Number Two è il seguito del film comico Jackass: The Movie uscito nelle sale nel 2002, anch'esso basato sulla precedente serie televisiva in onda su MTV, Jackass. Tutto il cast del primo film e della serie originale si è riproposto per il sequel, inclusi Johnny Knoxville, Bam Margera, Ryan Dunn, Chris Pontius, Steve-O, Dave England, Ehren McGhehey, Preston Lacy, e Jason "Wee-Man" Acuña. Anche la maggior parte del cast secondario si è ripresentata per il secondo film, ad eccezione di Raab Himself, Rake Yohn e Tim Glomb. Le riprese iniziarono nel gennaio 2006. La data di distribuzione nelle sale cinematografiche è il 22 settembre 2006. Il 26 dicembre 2006 negli Stati Uniti fu pubblicato il DVD, in due versioni, censurata e non. Il film è uscito in Italia (versione DVD) il 15 maggio 2007.

### Jackass 3D
Nell'ottobre 2007, sul sito della WWE fu pubblicata un'intervista tra Dykstra e Chris Pontius, che confermò l'idea di girare un terzo film di Jackass e successivamente un lungometraggio dello show Wildboyz. Il 25 settembre 2007 Steve-O dichiarò, durante l'Howard Stern Show che le riprese di Jackass 3 sarebbero iniziate nel gennaio 2008.
Questa notizia venne poi smentita, nei mesi successivi, in quanto Steve-O quella sera sarebbe stato sotto l'effetto di stupefacenti.
Distribuito nelle sale americane il 15 ottobre 2010, Jackass 3D è il terzo lungometraggio della crew, a quattro anni di distanza da Jackass Number Two. Girato con le più moderne tecniche di ripresa in 3 dimensioni, il film mostra ancora una volta le imprese di Johnny Knoxville, Steve-o, Bam Margera e tutti gli altri componenti del cast originale. Al Comic-Con di luglio 2010 a San Diego, è stata mostrata al pubblico un'anteprima in 3D di 8 minuti, e il cast si è messo a disposizione di pubblico e giornalisti per interviste e autografi. Nel mese di agosto vengono girate le ultime scene del film, composto per l'80% circa da materiale filmato in 3D e per il 20% da materiale in 2D. La pellicola sarà comunque visibile e godibile in formato classico 2D.
Il 6 agosto 2010 viene pubblicato su Myspace il primo trailer ufficiale del film.
Il 3 dicembre 2010 la pellicola viene distribuita in 3D e 2D anche in Italia, in circa 170 sale, doppiata in italiano. Per la promozione del film il 1º dicembre a Roma si presentano Johnny Knoxville e Bam Margera.

### Jackass presenta: Nonno cattivo
Nel 2013 uscì un nuovo film ispirato a Jackass. Esso è incentrato sul viaggio on the road di Irving Zisman, un nonno ottantaseienne interpretato da Johnny Knoxville, ed il piccolo Billy, interpretato da Jackson Nicoll, che intraprendono un viaggio on the road. Questo film è dedicato a Ryan Dunn scomparso 2 anni prima.

### Jackass Forever
In un'intervista del 2018 Knoxville affermò di essere disposto a realizzare un quarto film di Jackass, aggiungendo inoltre di avere continuato a scrivere nuove idee per tale film, e che molte di queste sono state messe da parte nel caso il progetto avesse ricevuto il via libera. Nel luglio 2019 il membro del cast Chris Raab ha affermato di aver intervistato la troupe di Jackass nel suo podcast Bathroom Break e tutti si mostrarono ancora aperti a un quarto film se Knoxville, Tremaine e Jonze fossero d'accordo. Il 19 dicembre 2019 la Paramount ha confermato che la produzione di un quarto film di Jackass era prevista per il 5 marzo 2021. Tuttavia, tra il 2020 e il 2021, a causa della pandemia di COVID-19, la data di uscita è stata riprogrammata più volte e le riprese principali interrotte per circa 7 mesi. 
Il film ha visto l'ingresso di nuovi elementi nel cast: Sean "Poopies" McInerney, Jasper Dolphin, Zach Holmes, Rachel Wolfson e Eric Manaka. Tuttavia, nel Febbraio 2021, la Paramount ha deciso di licenziare il membro originale Bam Margera, a causa dei suoi gravi problemi di alcolismo e per l'atteggiamento difficile sul set. Margera aveva già girato diverse scene per il film, ma alla fine la produzione ha deciso di mantenerne solo una ("The Marching Band"). 
Jackass Forever è stato distribuito negli Stati Uniti il 4 febbraio 2022, mentre è uscito nei cinema italiani il 10 Marzo dello stesso anno.
Si tratta del primo film senza la presenza di Ryan Dunn, morto tragicamente nel 2011. Il film è stato dedicato alla sua memoria, con diversi filmati d'archivio nei titoli di coda.

## Documentari

### Jackass 2.5
Jackass 2.5, raccolta di materiale inedito tagliato e mai visto in Jackass Number Two e materiale esclusivo girato per l'occasione, uscì in DVD il 26 dicembre 2007 negli USA. Il film fu distribuito dal 19 al 31 dicembre 2007 gratis in streaming sul sito di Blockbuster.
Il film venne poi riproposto, nei mesi successivi, in streaming (e gratis) sul sito ufficiale del gruppo, nella sezione Jackass 2.5, sottotitolato in varie lingue, compreso l'italiano.

### Jackass 3.5
Jackass 3.5 è un film del 2011 sequel di Jackass 3D, composto da video di stunt non usati durante la registrazione di Jackass 3D e da interviste alla crew di stuntman (simile a Jackass 2.5). La registrazione dell'intero film è iniziata il giorno del pesce d'Aprile, il 1º aprile 2010. Il primo trailer è stato distribuito online il 27 gennaio 2011, il film finito è stato distribuito in Blu-ray e DVD il 14 giugno 2011, meno di una settimana prima della tragica morte di Ryan Dunn. Johnny Knoxville in un'intervista precedente a Jackass 3D disse "Abbiamo abbastanza materiale per due film". Originariamente Knoxville disse che il film sarebbe stato pronto per Natale 2010, ma venne poi detto che il film non sarebbe stato distribuito prima di quella data.

### Jackass 4.5
Jackass 4.5, come i precedenti docu-film, è composto da dietro le quinte e filmati inutilizzati girati durante le riprese di Jackass Forever e include interviste con il cast e i membri della troupe. È stato diffuso su Netflix il 20 maggio 2022.

## Altro

### Jackass: The Game
Nell'inverno 2007 (in Italia a maggio 2008) è stato pubblicato Jackass: The Game, il videogioco ispirato al programma Jackass, dove si vestono i panni dei protagonisti delle show di MTV e bisogna cimentarsi negli stunt visti nelle stagioni e nei film. Tra i 35 minigiochi che caratterizzano il videogioco, ci si può rotolare giù da una collina dentro a bidoni dell'immondizia, oppure gareggiare a bordo di carrelli della spesa lungo le strade di San Francisco. È inoltre disponibile la modalità multiplayer e l'online. Prodotto dalla Red Mile Entertainment, il videogame è disponibile per le console PlayStation Portable, PlayStation 2 e Nintendo DS.

### Jackass: 10 Years of Stupid
Uscito il 9 novembre 2010, Jackass: 10 Years of Stupid è un libro che celebra i 10 anni di vita del programma di MTV Jackass. Scritto da Sean Cliver, il libro è una raccolta di immagini e articoli della crew e del cast, che ripercorre le avventure mondiali vissute tra cinema, tv e live show.

### Jackassworld
Il 9 febbraio 2008 aprì i battenti il sito ufficiale di Jackass, gestito dalla crew americana e costantemente aggiornato.
La data ufficiale di apertura del sito fu effettivamente il 24 febbraio 2008. L'apertura posticipata del sito coincideva con il Jackass 24 Hour Live.

## Curiosità

### WWE
Il team di Jackass ha avuto anche delle interazioni con la World Wrestling Entertainment, in un paio di edizioni di Monday Night Raw. Il 26 agosto 2007 avrebbero dovuto essere anche protagonisti di un Pay Per View della WWE, SummerSlam, ma ciò non accadde, visto che il team di Jackass decise, dopo la scomparsa del wrestler WWE Chris Benoit, di tenersi lontano il più possibile dalla federazione di Stamford.

### Jackass 24 Hour Live
Domenica 24 febbraio 2008 il team di Jackass "occupò" MTV (U.S.A.) per ben 24 ore consecutive, con un alternarsi di gag dal vivo in studio e filmati sia di repertorio che inediti del gruppo. Non era mai successo che uno show televisivo occupasse un'emittente per così tanto tempo, dalle ore 12 (di New York) alle ore 12 del giorno successivo, domenica 25 febbraio 2008.
Allo show partecipò tutto il cast principale e la crew di Jackass, ad eccezione di Ryan Dunn, assente per motivi sconosciuti.